# Wilhelm Busch
Wilhelm Busch (Wiedensahl, 15. travnja 1832. – Mechtshausen, 9. siječnja 1908.), njemački slikar i književnik

## Životopis
Studirao je strojarstvo u Hannoveru, a zatim slikarstvo u Düsseldorfu, Antwerpenu i Münchenu. Bio je inženjer, slikar i crtač karikatura po kojima je postao poznat diljem svijeta, a značajan je i kao satirički pjesnik. Znao je spojiti sliku i riječ da se u što grotesknijoj svjetlosti pokaže suprotnost između privida i istine. 
U smislu nazora na svijet pod snažnim je utjecajem Schopenhauera, a oštrica njegove satire okrenuta je filistarskom mentalitetu i njegovim štitovima u obliku države, crkve, braka. Po svojoj neiscrpnoj duhovitosti i jednostavnosti najznačajniji je njemački humorist, a uz to je i pjesnik intimnih lirskih ugođaja i prozaik kozerskog tona. 

## Djela
- "Šale u slikama",
- "Max i Moritz" (1865.),
- "Pobožna Jelena",
- "Gospodin i gospođa Knopp",
- "Istina i obmana",
- "Plisch i Plum".